# Mokoshi

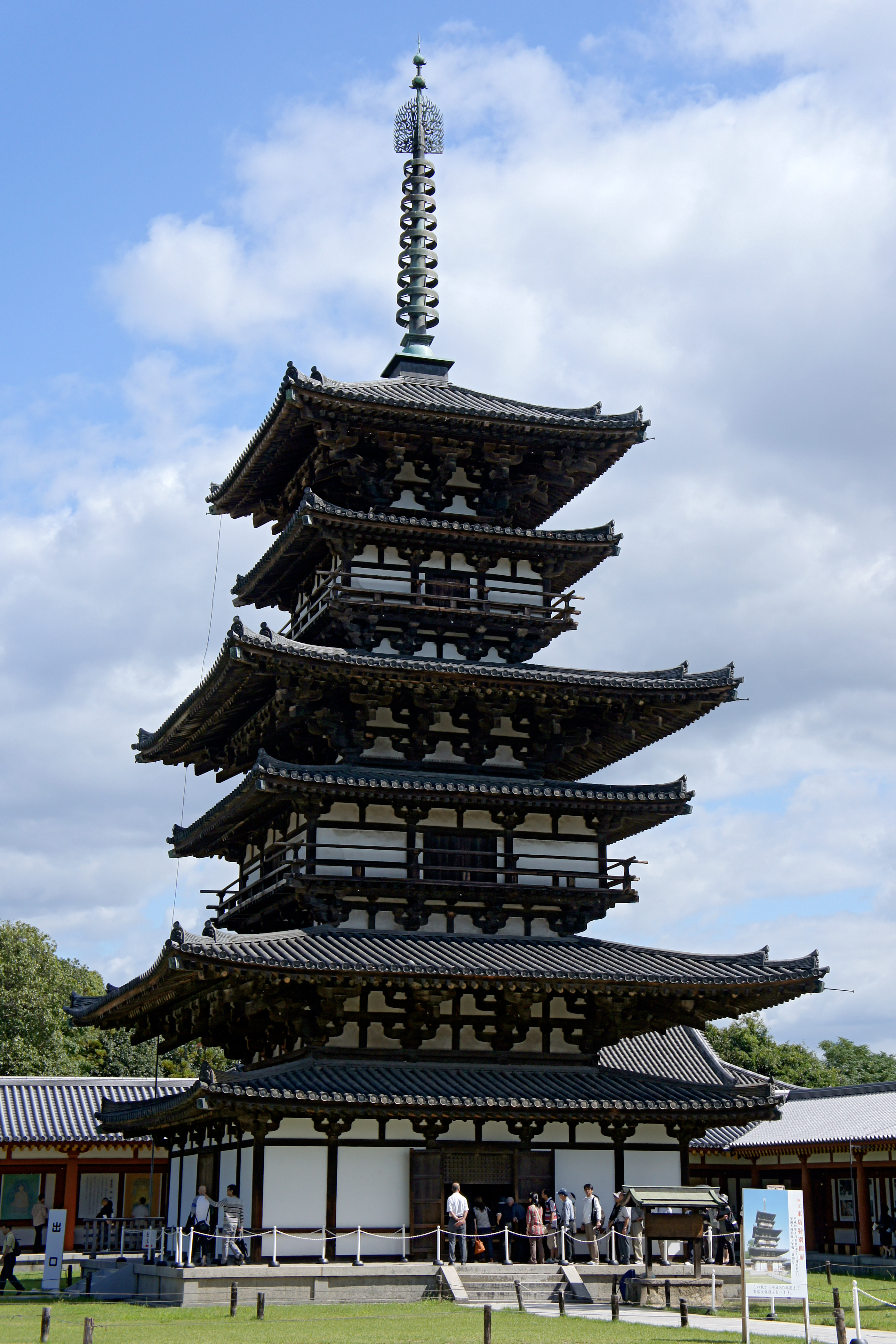
Pagode des Yakushi-Tempels (Yakushi-ji) in Nara (8. Jh.). Zwei mokoshi erhöhen optisch die Zahl der Stockwerke auf sechs.

Mokoshi (jap. 裳階, 裳層, auch shōkai gelesen), etwa so viel wie  „Saumdach“, nennt man in der japanischen Architekturgeschichte bei Tempeln und Pagoden angebrachte zusätzliche Vordachkonstruktionen, die das Gebäude umsäumen und so die Zahl der Stockwerke optisch erhöhen und der Architektur einen leichteren, beschwingten Charakter verleihen.
Diese Struktur erscheint bereits in frühen Bauwerken. Das älteste überlieferte Beispiel liefert die aus der Asuka-Zeit stammende „Goldene Halle“ (Kondō) und die Pagode des Hōyrū-Tempels (Hōryū-ji) in Ikaruga (Nara). Mit der Einführung des Zen-Buddhismus im 12. Jahrhundert kam es zu einer weiteren Verbreitung. Viele der butsuden („Buddha-Halle“) genannten Haupthallen in Zen-Tempeln zeigen Saumdächer.
Da diese die Wände vor Regen und Schnee schützen, nannte man sie seit dem Mittelalter (13. Jahrhundert) auch „Regen- bzw. Schnee-Abweiser“ (雨打/雪打, yuta) bzw. den Baustil yuta-zukuri (雨打造).

## Galerie von Bauwerken mit Saumdach (mokoshi)

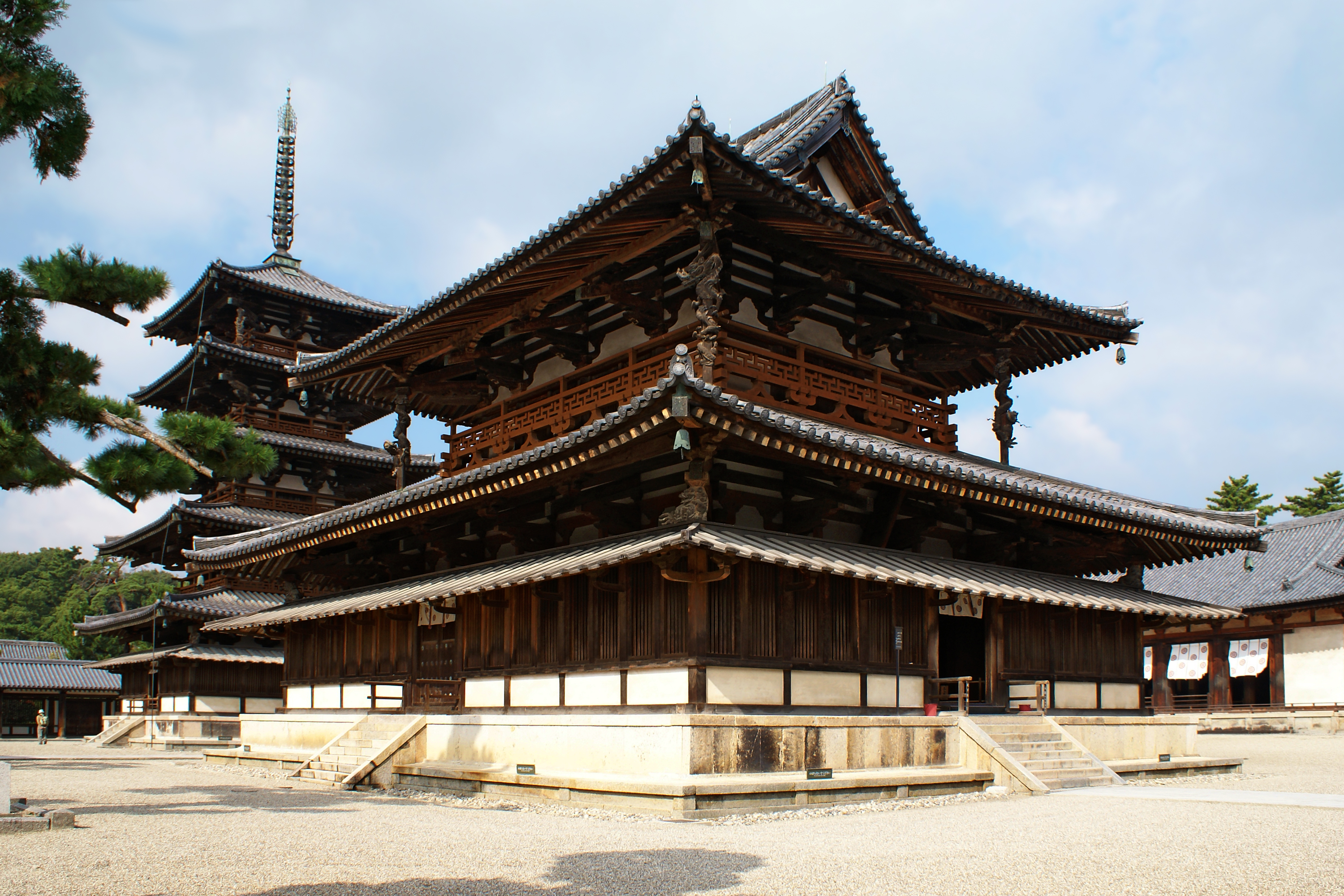
Goldene Halle des Hōryū-Tempels (Hōryū-ji) in Ikaruga (Nara)
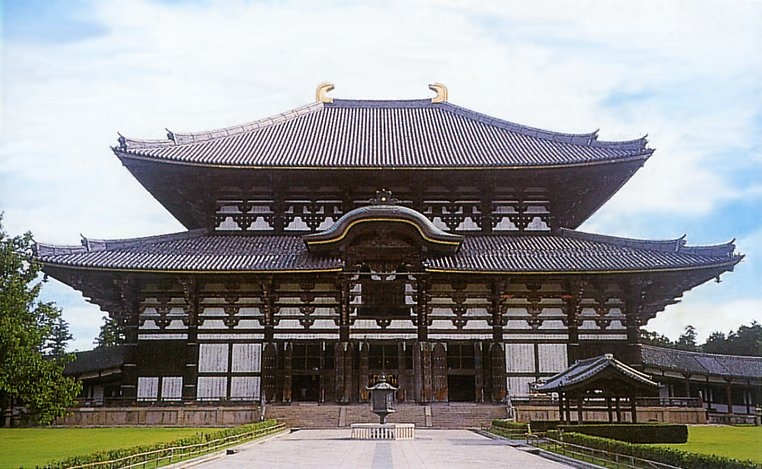
Haupthalle des Tōdai-Tempels (Tōdai-ji) in Nara
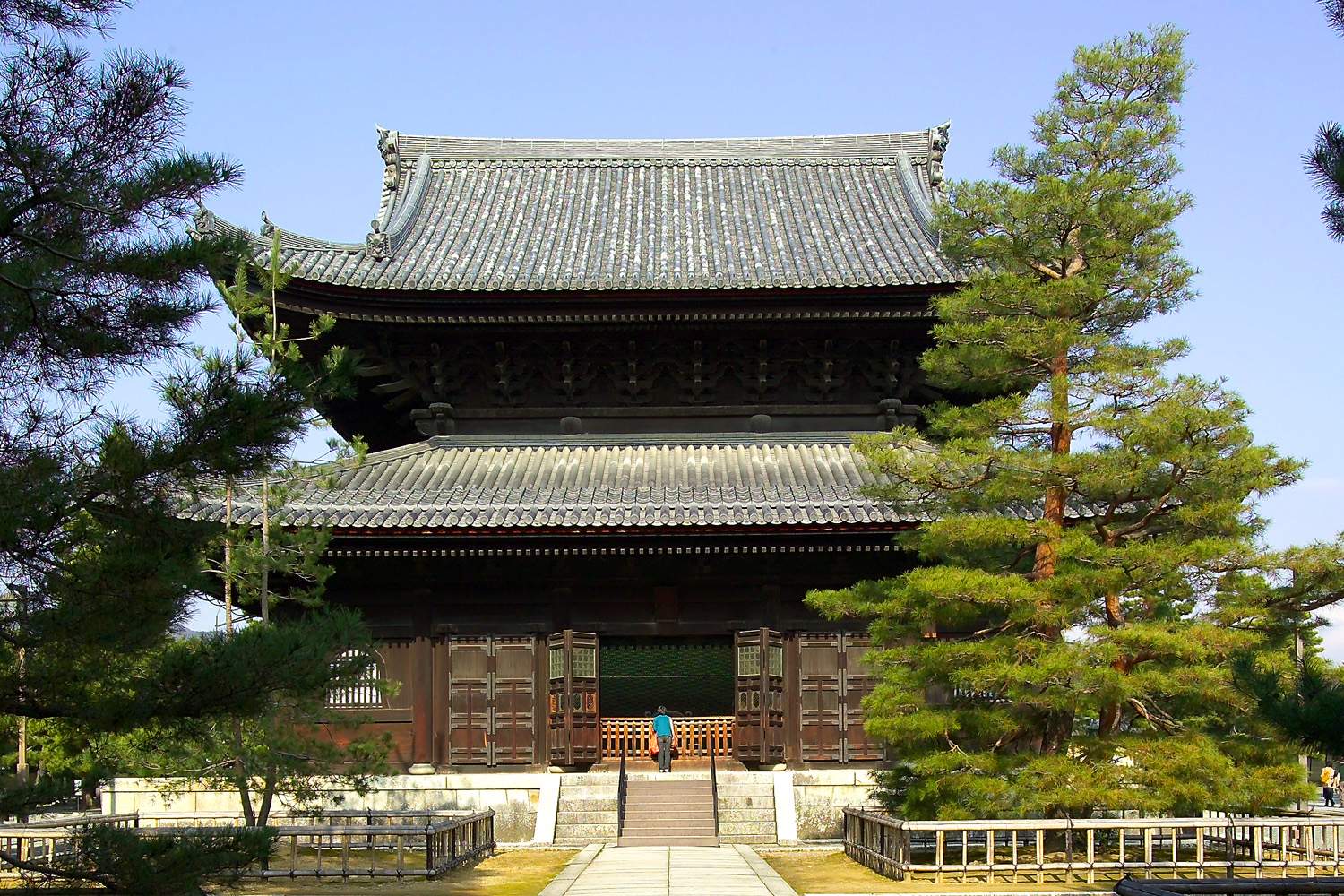
Haupthalle (butsuden) des Myōshin-Tempels (Myōshin-ji) in Kyōto
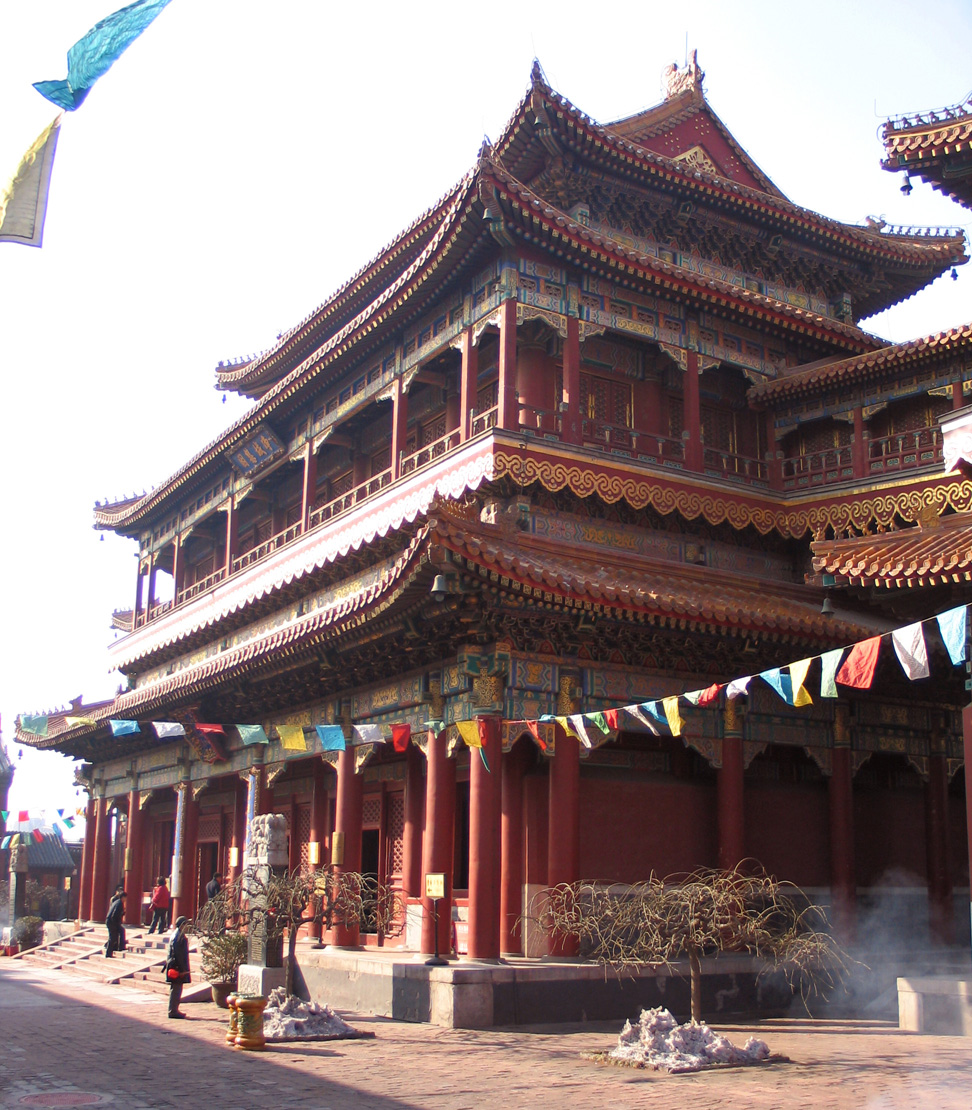
Saumdach bei dem Tempel Yōng hé gōng (雍和宮) in Beijing